# Luke Moore
Luke Isaac Moore (* 13. Februar 1986 in Birmingham) ist ein englischer Fußballspieler, der aktuell beim FC Toronto unter Vertrag steht. Sein Bruder Stefan Moore war ebenfalls Profifußballer.

## Karriere
Der Stürmer begann seine Profifußballerkarriere 2003 bei Aston Villa. Von 2003 bis 2004 war Moore leihweise bei den Wycombe Wanderers. Der 180 cm große Engländer spielte sechs Mal und erzielte vier Tore (darunter einen Hattrick) für die „Chairboys“. Sein Debüt für Aston Villa gab Moore 2004 beim 2:2-Unentschieden im Stadtderby gegen Birmingham City. Das erste Tor in der Premier League erzielte der Stürmer am 5. März 2005 gegen den FC Middlesbrough. Der erste Hattrick in der höchsten englischen Spielklasse erfolgte knapp ein Jahr später – am 5. Februar 2006 – abermals gegen FC Middlesbrough. Moore wurde kurioserweise von den Liverpooler Zeitungen als neuer Wayne Rooney gefeiert. Obwohl Aston Villa Nationalspieler wie Kevin Phillips oder den Tschechen Milan Baros verpflichtete, kam der „Einheimische“ immer wieder zu Einsätzen. In der Saison 2006/07 gehört Moore zum Stamm der Mannen aus Birmingham. Mitgründe dürften die Verletzung von Baros und der Wechsel von Kevin Phillips zu West Bromwich Albion gewesen sein. International spielte Moore einige Spiele für die englische U-21-Auswahl.
2008 wechselte Moore zu West Bromwich Albion.
Zum Sommer 2013 wechselte er in die türkische Süper Lig zu Sanica Boru Elazığspor. Im Frühjahr 2014 verließ er Elazığspor nach gegenseitigem Einvernehmen mit der Vereinsführung.
Moore wechselte daraufhin in die Major League Soccer.